# Electric Sheep
Electric Sheep ist ein Bildschirmschoner, bei dem der Rechner Videos animierter Fraktalbilder abspielt und sich zusammen mit allen anderen Rechnern, auf denen der Bildschirmschoner läuft, an der aufwendigen Berechnung neuerer Fraktalbilder und ihrer Animation beteiligt. Da die Rechner z. T. selbst bestimmen, wie die neuberechneten Fraktale aussehen werden, liegt es nahe, sie als „Träume“ der Rechner zu bezeichnen, bzw. als Schafe, in Anlehnung an den Roman Träumen Androiden von elektrischen Schafen? von Philip K. Dick (verfilmt als „Blade Runner“).
Electric Sheep hatte Anfang 2011 eine halbe Million Benutzer.

## Funktionsweise
Der Bildschirmschoner spielt mehrere auf der Festplatte zwischengespeicherte MPEG-2-Animationen mit ineinander übergehenden zufällig generierten Fraktalbildern, die als Schafe (engl. sheep) bezeichnet werden. Jedes Schaf hat eine Art genetischen Code, nämlich eine komplexe Gleichung, die mathematisch sein Aussehen und seine Animation beschreibt. Während Electric Sheep auf dem Rechner läuft, verbindet er sich mit anderen Rechnern, auf denen gerade auch dieser Bildschirmschoner läuft und gemeinsam nutzen diese Rechner ihre freie Rechenkapazität, um sich neue Schafe „auszudenken“, Einzelbilder der Animationen zu berechnen (rendern) und fertigberechnete Animationen der Schafe mit anderen Rechnern über BitTorrent auszutauschen.
Die Benutzer können abstimmen, welche Schafe ihnen gut gefallen und welche nicht. Schöne Schafe lassen die Rechner weiter mutieren, versuchen ähnlich gestaltete Animationen zu produzieren, sozusagen die Nachkommen oder Abkömmlinge dieser Schafe auszurechnen. Schafe, die wenig Anklang bei den Benutzern finden, werden bald vom Zwischenspeicher auf der Festplatte gelöscht und die Rechner hören auf, sie fortzuentwickeln und zu reproduzieren. Benutzer können auch selbst Schafe entwickeln und zum weiteren Fortbestand in die Schafherde (engl. flock) einbinden.

## Entstehung
Aufbauend auf iterierten Funktionssystemen hat Scott Draves  1992 sog. Fractal Flames (algorithmen-generierte Fraktalbilder und -animationen) entwickelt. Die Software, die Fractal Flames rendern konnte, hat Draves als Open Source im Internet veröffentlicht. Da Heimrechner nur mit großem Zeitaufwand Bilder und Animationen mit dieser Software rendern konnten, wurde sie anfangs nur von Unternehmen für computergenerierte Spezialeffekte auf Großrechnern eingesetzt. Als 1999 SETI@home die gekoppelte Rechenkraft zahlreicher Heim-PCs für komplexe Berechnungen zu nutzen wusste, schrieb Draves Electric Sheep, einen SETI@home-ähnlichen Bildschirmschoner, mit dem er die Berechnung von Fractal Flames auf beliebig viele Rechner verteilen konnte.
Zunächst wollte Draves das Aussehen der Fraktal-Animationen allein der „Phantasie“ der Rechner (d. h. dem Zufall) überlassen. Die Nutzer und Fans seines Bildschirmschoners haben aber bald gelernt, durch Versuch und Irrtum den „genetischen Code“ der Schafe (sprich die Parameter ihrer Definitionsgleichung) so zu modifizieren, dass ästhetisch ansprechendere Animationen entstanden. Draves entschied sich, die Kreationen seiner Benutzer in den Genpool der „Schafsherde“ aufzunehmen.
Die heutigen Schafe werden überwiegend von Fraktalgrafik-Fans entworfen. Die Rechner lassen sie mutieren und berechnen fließende Übergänge von einer Animation in die andere. Die Übergangsanimationen sind aber wiederum große Inspirationsquelle und Grundlage für die Schaf-Designer.
Seit 20. April 2012 gibt es auch eine Wallpaper Version für Android.

## Bilder

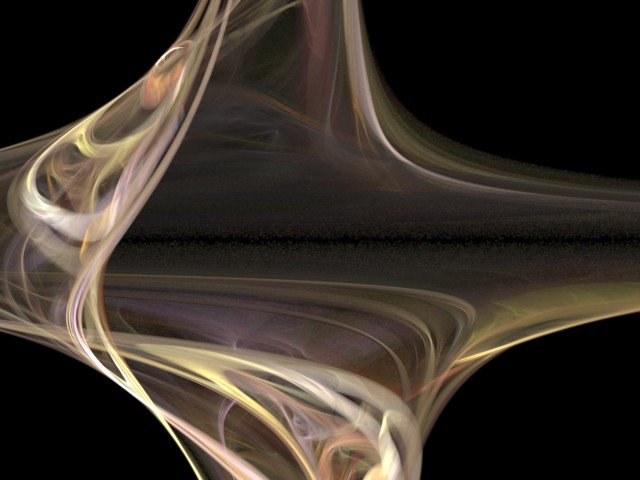
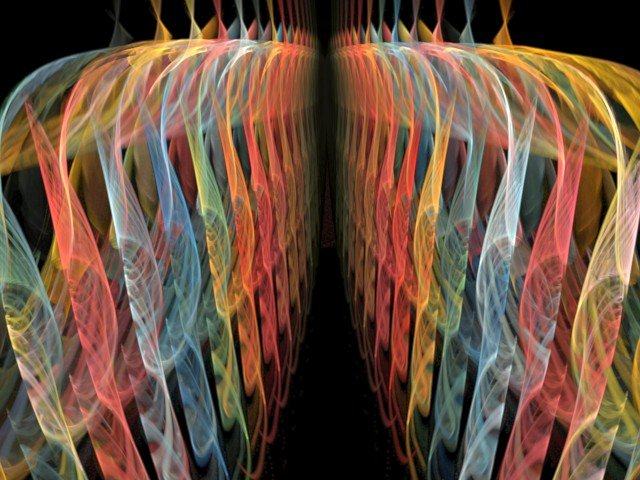
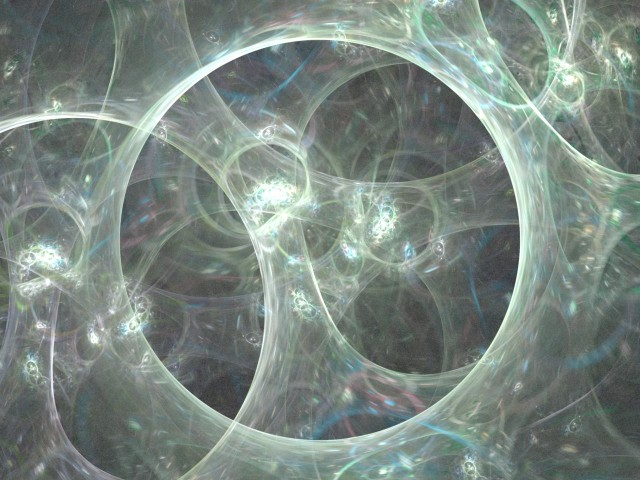